# Sjernarøyane (archipel)
Sjernarøyane est un archipel de la commune de Stavanger, dans le comté de Rogaland en Norvège, dans la mer du nord.

## Composition de l'archipel
L'archipel de Sjernarøyane  est situé dans le Boknafjord, à l'ouest de la grande île d'Ombo et au nord de la grande île de Finnøy. Les îles faisaient historiquement partie de la municipalité de Sjernarøy (en) avant de fusionner avec la municipalité de Finnøy en 1965. Puis en 2020, les îles ont été transférées à la municipalité de Stavanger. Le détroit d'Aubøsund (en) sépare l'archipel de l'île Ombo.
Le nom vient du mot vieux norrois "Sjǫrn" qui signifie le nombre sept, car historiquement l'archipel comptait sept îles habitées. Aujourd'hui, les îles Sjernarøyane font référence au groupe de nombreuses petites et grandes îles.
Les îles habitées comprennent :
- Bjergøy, (5,6 km²)
- Aubø,
- Eriksholmen,
- Kyrkjøy, (5,2 km²)
- Tjul,
- Nord-Talgje,(1,6 km²)
- Helgøy,
- Nord-Hidle.

Les îles inhabitées comprennent : Hestholmen, Finnborg, Lundarøynå, Norheimsøynå, Norheimslamholmen, Staup, Fiskholmane, ainsi que de nombreuses autres petites îles.
L'église de Sjernarøy est située sur l'île principale de Kyrkjøy. Le groupe d'îles n'est accessible que par bateau, mais toutes les îles à l'exception de Nord-Hidle sont reliées les unes aux autres par une série de ponts. Nord-Hidle n'est relié à aucune autre île. Il existe plusieurs lignes de ferry régulières reliant les îles de l'archipel de Sjernarøyane au continent ainsi qu'à d'autres îles voisines.

## Galerie

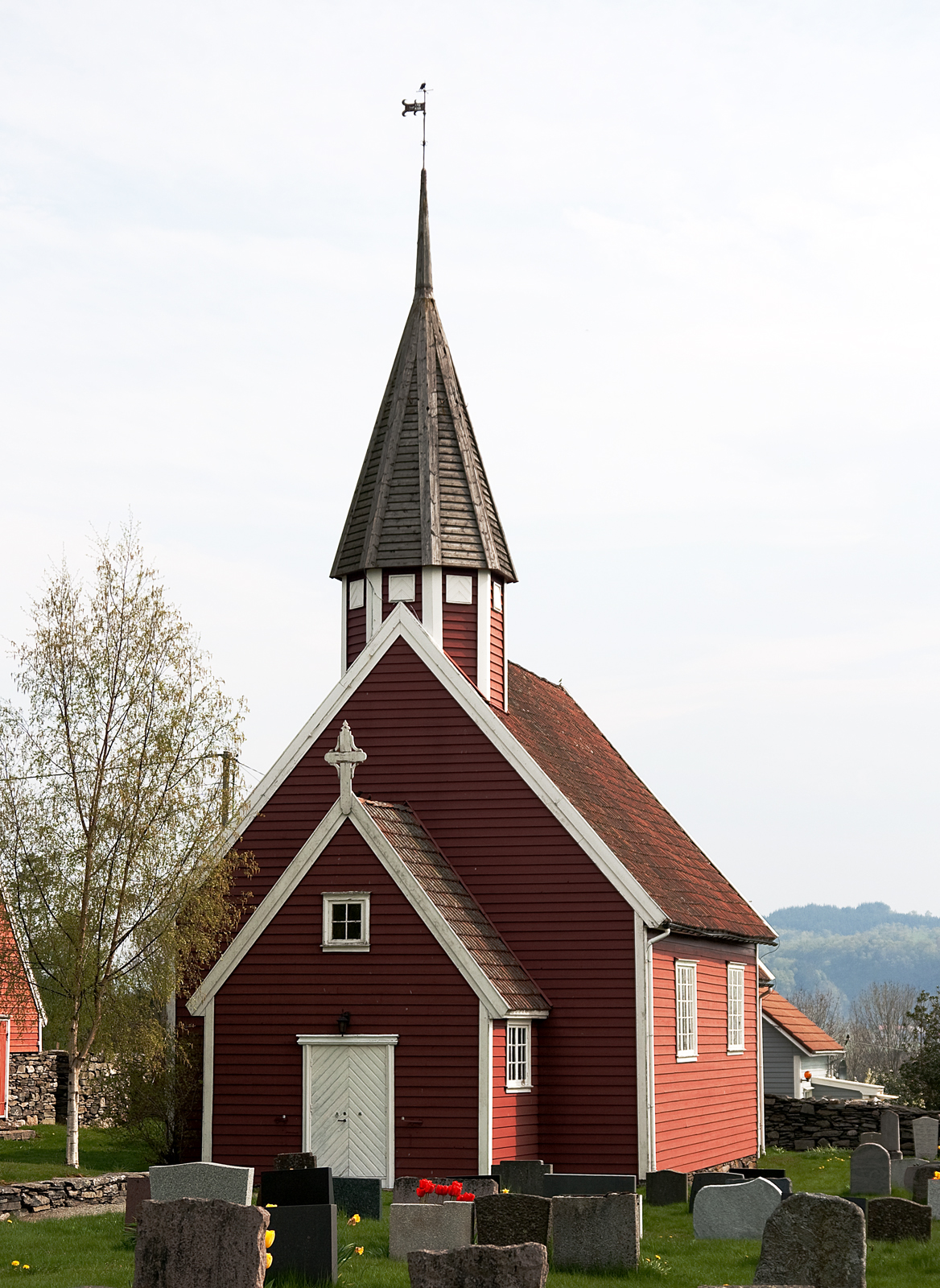
Eglise Sjernaroy
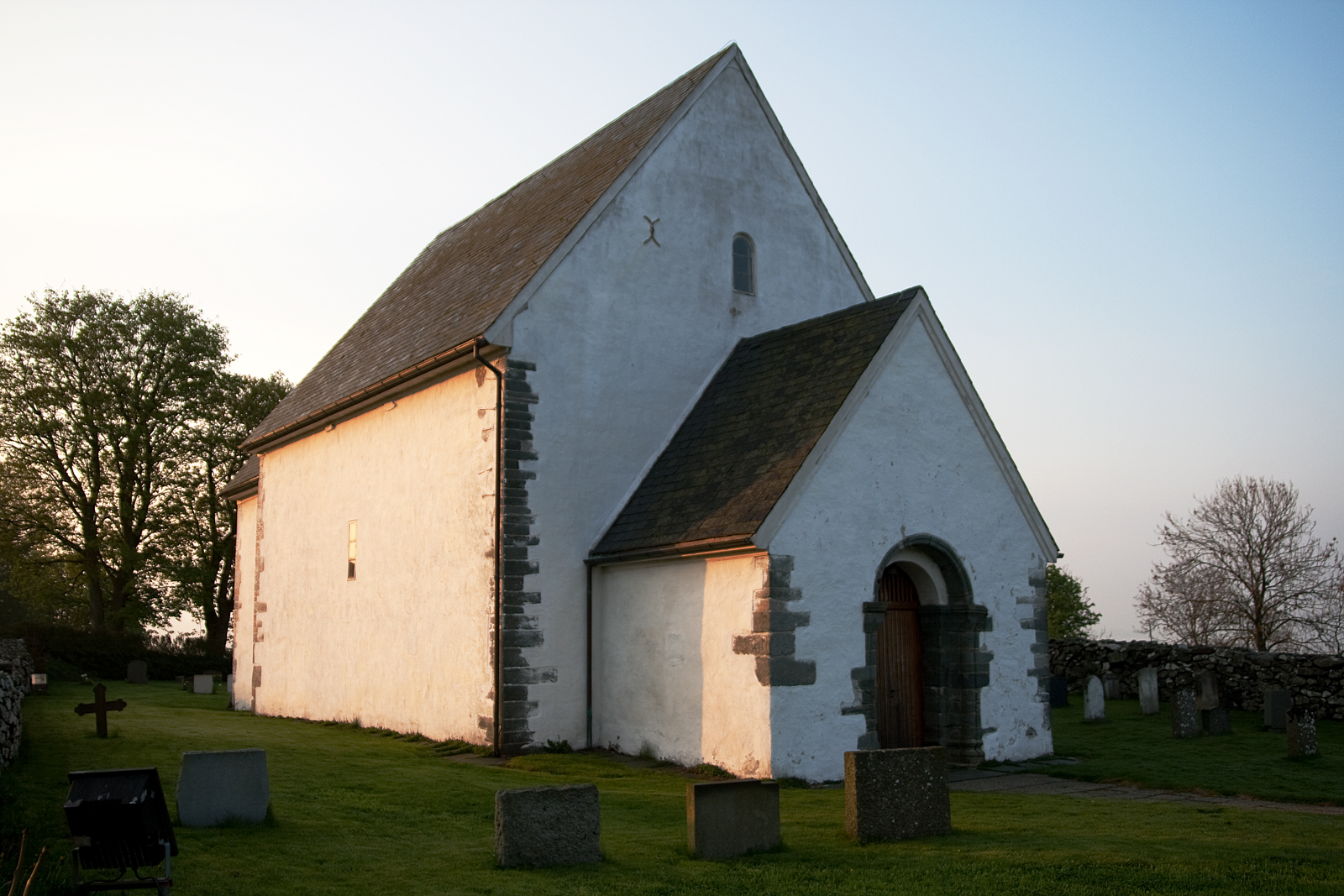
Eglise de Talgje